# Karl von Österreich (1607–1632)

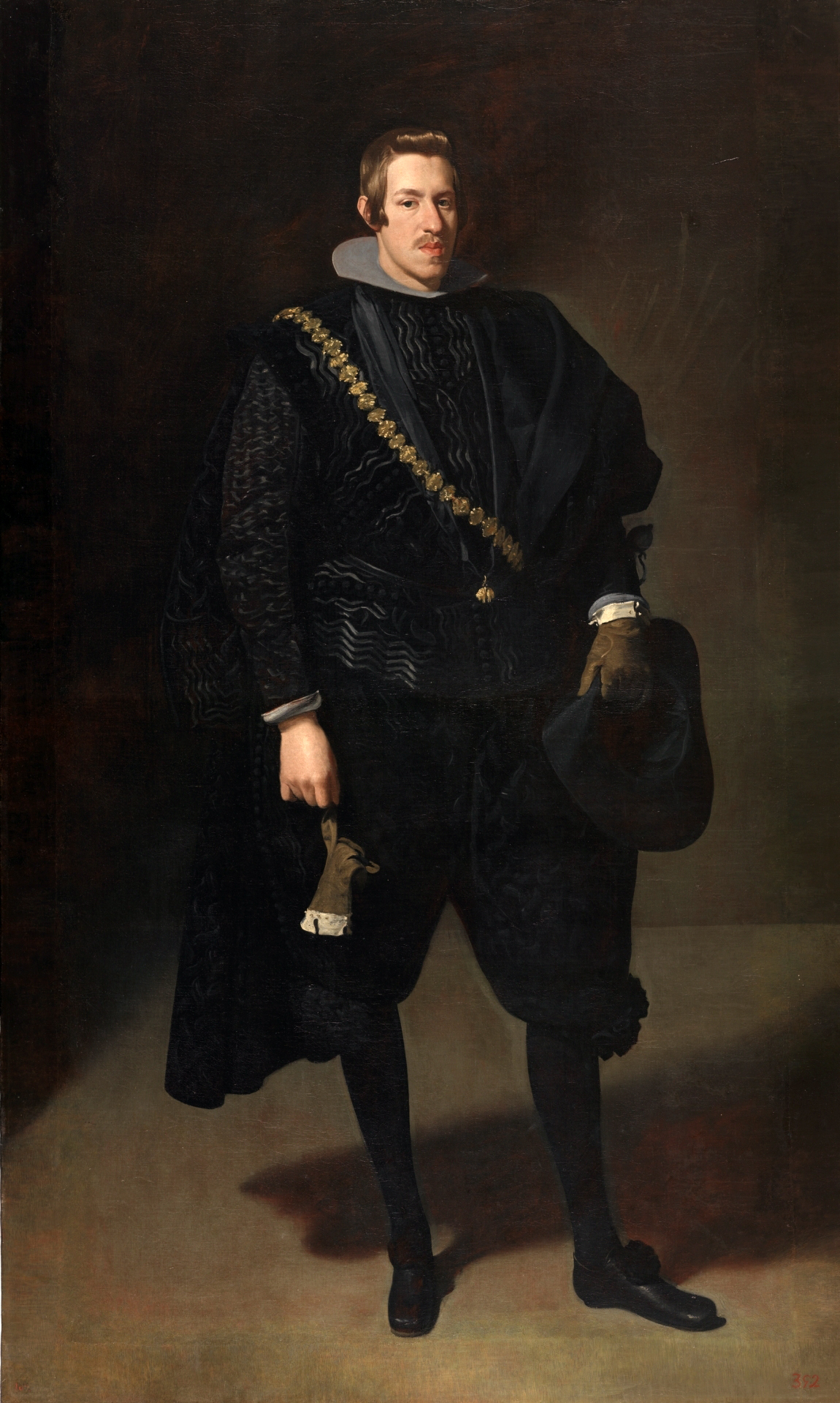
Diego Velázquez – Porträt des Infanten Don Carlos, Öl auf Leinwand, 1626, Museo del Prado. Der Infant trägt hier an einer goldenen Schulterkette den Orden vom Goldenen Vlies

Karl von Spanien (spanisch: Don Carlos de Austria) (* 14. September 1607 in Madrid; † 30. Juli 1632 in Madrid) war Infant und von 1621 bis 1629 Thronfolger von Spanien und Portugal aus dem Haus Österreich.

## Leben
Karl war der zweite Sohn des spanischen Königs Philipp III. (1578–1621). Seine Mutter war Maria Anna von Österreich (Maria Anna  de Austria). Der Infant wurde gemeinsam mit seinen Geschwistern Anna, spätere Königin von Frankreich, Philipp, später König von Spanien, Maria Anna, spätere römisch-deutsche Kaiserin, und Ferdinand, später Statthalter der Niederlande, erzogen. Besonderes Augenmerk wurde dabei auch auf die künstlerisch-malerische Ausbildung des Prinzen gelegt. Im Jahr 1612 schuf der Maler Bartolomé González y Serrano für Kaiser Matthias ein Gemälde des 5-jährigen Prinzen, dargestellt gemeinsam mit seiner ein Jahr älteren Schwester Maria Anna.
Von 1621 bis 1629 war Karl präsumtiver spanischer Thronfolger und stand während einer schweren Erkrankung seines Bruders Philipp IV. sehr nah am spanischen Thron. Wegen seines, für die Habsburger untypischen, auffallend dunklem kastilischen Teints galt Karl in der spanischen Bevölkerung als äußerst beliebt. Politisch hochbegabt, erregte er das Missfallen des Ministers Graf Olivares und war in mehrere Verschwörungen gegen den ersten Minister verwickelt.
Nach der Geburt seines Neffen und Thronfolgers Baltasar Carlos verlor Karl an politischer Bedeutung. Er starb erst 24-jährig in Madrid an Typhus und wurde in Kapelle 9 des Pantheon der Infanten im Real Sitio de San Lorenzo de El Escorial beigesetzt. Große Teile der spanischen Bevölkerung waren davon überzeugt, Karl sei von Olivares vergiftet worden.